# IV. Sándor pápa
IV. Sándor (Anagni, 1199 – Róma, 1261. május 25.) lépett fel a pápai trónra 181.-ként a katolikus egyház történetében. Pontifikátusát azóta történészek az egyház további fejlődése szempontjából fordulópontnak tekintik. A megválasztásakor is idős Sándor végleg eldöntötte a császárok és pápák közötti harcot. Azonban a Laterán győzelme visszafordíthatatlan politikai folyamatot indított el, amely később igazolta, hogy Sándor uralkodása és politikai irányvonala elrohasztotta a pápai trónus legfőbb világi támaszát is.

## Élete és pályája a tiara előtt
1199-ben látta meg a napvilágot Rainaldo de'Conti di Segni néven Anagni városában. A Rómában is nagy befolyással rendelkező campagnai nemesi család immár harmadik sarja (III. Ince és nagybátyja, IX. Gergely után) aki elfoglalhatja a pápai trónt. Rokoni kapcsolatainak hála, kiváló iskolákat járt végig, majd az egyház szolgálatába állva, rosszakarói szerint családi kapcsolatainak köszönhette előrejutását. 1227-ben immár nagybátyja szentelte fel bíboros-diakónusnak, majd 1231-ben szintén Gergelytől kapta meg Ostia és Velletri bíborosi méltóságát püspöki rangon. Amikor elődje, IV. Ince pápa Nápolyban meghalt, a szent kollégium a déli városba sietett, hogy ott megválasszák a pápai trón örökösét. A kardinálisok ezúttal is nehezen tudtak dönteni, de mivel az idő sürgette őket, 1254. december 12-én megválasztották a rossz egészségi állapotban lévő Rainaldot egyházfőnek. Segni grófja minden tőle telhetőt megtett, hogy visszautasítsa kinevezését, de a bíborosi kollégium hajthatatlan volt. Felszentelésekor felvette a IV. Sándor nevet, amely a császárpártiaknak jelezte, hogy a III. Sándorra visszautaló név nem nekik fog kedvezni.

## Sándor pontifikátusa
Amikor 1254-ben Sándor elkezdte pontifikátusát sokan találgatták, hogy az új egyházfő milyen politikát fog alkalmazni II. Frigyes császár utódaival kapcsolatban. Párizsi Máté, az egyetem egyik professzora, úgy jellemezte Sándort, mint szigorú önmegtartóztatás és rendszeres imádság szerint élő ember, aki vallásosságával és kedvességével azonnal megnyeri az embereket, azonban könnyen enged a hízelgő hangoknak. A jellemzés a fennmaradt krónikák szerint telibe talált. A hízelgő hangokat itt a klérus és a pápai udvar azon részét takarta, akik biztatták Sándort, hogy folytassa elődjei kíméletlen harcát a Hohenstaufenek ellen. Pedig ekkor már tisztán látszott, hogy a német császári udvar szinte hatalom nélkül áll az egyre zavarosabb és szétesőbb birodalom élén. Egyedül Szicília trónja bizonyult biztosnak, így Sándor legfőbb célja ennek aláásása volt.
A Német-római Birodalom trónján 1248-tól kezdve huszonöt éven át nem ült biztos hátterű uralkodó. A Hohenstaufenek hatalmát Sándor elődjei tehát teljesen ellehetetlenítették északon. Délen más volt a helyzet. Frigyes unokája Konradin foglalta el a szicíliai trónt, de a tényleges hatalmat Manfréd, Szicília régense és királya, Frigyes fattyú, de törvényesített gyermeke tartotta kezében. 1255. március 25-én Sándor kiközösítette az egyházból Manfrédot, és III. Henrik angol király követeivel szerződést írt alá, miszerint Szicília trónján a király másodszülött fiát, Edmundot ismeri el. A német trónon Hollandiai Vilmos halála után 1257-ben Richárdot, Cornwall grófját támogatta Kasztíliai Alfonzzal szemben.
Az erős központi hatalom Németországban egyre inkább elveszettnek tűnt. Megerősödtek a hercegségek, és a császári trón is leginkább csak terhet jelentett viselőjének. A pápa közvetlen barátainak egy része már ekkor figyelmeztette Sándort, hogy a Laterán hagyományos és történelmileg is alátámasztott világi támogatóját nem kellene ennyire semmivé tenni. A pápák hadjárata diadalt aratott a makacs Hohenstaufeneken, de hiányuk még nagyobb veszteségeket okozott a jövőben, mint a harc ellenük.
Manfréd hatalma azonban nőttön nőtt, és 1260-ban csatát is nyert a pápa seregei felett. A szicíliai Hohenstauf azonban nemcsak Itália déli részét tartotta befolyása alatt. Rómában a császárpárti nemesség szövetséget kötött a szomszédos királysággal. Az örök városban kitört lázongások miatt Sándor már koronázása után nem sokkal elhagyta a várost, és pontifikátusának további részét Viterbóban töltötte. Manfréd tehát Sándor minden erőfeszítése ellenére Szicília trónján maradt, sőt a Pápai Állam jelentős területeit is uralma alá vonta.
A harcok ugyan szinte teljesen lekötötték az idős egyházfő energiáját, a rövid békeidőszakokban igyekezett elődjeihez méltóan irányítani az egyház belső ügyeit. Minden támogatásáról biztosította a koldulórendeket, elsősorban a ferenceseket. Az inkvizíciót kiterjesztette, és elsősorban Franciaországban szorgalmazta kiépítését. Mint elődjei közül annyian, ő is megpróbálkozott a keleti és a latin egyházak egyesítésével, azonban a tárgyalások már korán megakadtak. Viterboból igyekezett keresztes hadjáratot szervezni a tatárok ellen, azonban ez a törekvése is kudarcba fulladt. A skolasztika egyik korabeli bölcsőjében, Párizsban a világiak és a koldulórendek filozófiai vitájában az utóbbiak mögé állt.
Pontifikátusának több sikertelen momentumán elbúsulva végül 1261. május 25-én halt meg Viterboban. Hamvait a viterboi katedrálisban helyezték örök nyugalomra, amely a 16. században elpusztult a székesegyház felújításakor.

## Művei
- Documenta Catholica Omnia (latin nyelven). (Hozzáférés: 2011. december 6.)

## Külső hivatkozások
| Előző pápa: IV. Ince | Római pápa 1254 – 1261 | Következő pápa: IV. Orbán |